# Guigues IV d'Albon
Pour les articles homonymes, voir Guigues IV, Guigues, Maison d'Albon et Albon (homonymie).
Guigues IV d'Albon, dit Dauphin né vers 1090/1100, mort à La Buissière en 1142, fut comte d'Albon de 1133 à 1142.
Il est à noter que la numérotation des Guigonides de la Maison d'Albon est différente selon les références :en effet, selon le site Internet de généalogie de la Foundation for Medieval Genealogy - Medieval Lands, Guigues IV est nommé « Guigues VI ».

## Biographie

### Origines
Guigues est le fils de Guigues III d'Albon (1050/1070, après 1132) et de Mathilde, nommée reine d'origine anglaise (quæ fuit de Anglia), (décédé après 1146), d'origine non déterminée. Plusieurs hypothèses ont été formulées par les généalogistes dont celle d'une origine de la maison de Hauteville.

### La dénomination de dauphin
En octobre 1110 apparaît le nom de dauphin pour le fils de Guigues III, dans l'acte : Guigues le Comte et son épouse la reine Mathilde (Regina nom. Maheldis) donnent à l'Abbaye Notre-Dame-de-Chalais. Leurs fils Guigues Dauphin (Delfinus) et Humbert approuvent.
À ce jour deux thèses s'affrontent chez les historiens concernant l'origine étymologique du prénom « Dauphin », en fonction de celle de Mathilde qui figure dans un texte latin : la thèse d'un prénom d'origine anglaise ou scandinave (« de Anglia ») avec « Dolfin » (Georges de Manteyer, 1925), et celle d'un prénom originaire des Pouilles (« de Apulia ») avec « Delfino », « de Anglia » étant une erreur de copie (Bernard Bligny, 1973). Les partisans de cette deuxième thèse lui prêtent la cohérence suivante : Mathilde serait surnommée regina car veuve d'un roi des Romains germanique (peut-être Conrad de Franconie alias Conrad de Basse-Lotharingie, selon Etienne Pattou), et serait une fille de la Maison normande de Hauteville qui dominait le sud de l'Italie y compris les Pouilles (Apulia), dont fait partie la ville de Tarente, laquelle possède sur son blason un dauphin (delphinus). Pour les uns Mathilde venait d'Angleterre, pour les autres d'Italie. Selon Chantal Mazard, ces deux théories sans preuves ne s'appuient que sur des conjectures,.

### Les guerres de Guigues Dauphin à Romans et Vienne
C'est surtout au début du XIIe siècle que la force militaire est employée, peut-être parce qu'avant le début de ce siècle, les Guigonides sont en train de consolider leur base et n'ont pas assez de pouvoir et de puissance pour réaliser de tels actes. Il est en effet intéressant de noter que les faits guerriers sont tous l’œuvre de Guigues Dauphin.
Le 05 septembre 1116 est signé un traité entre Hugues, évêque de Grenoble, et le comte Guigues III. Hugues se plaignait des dévastations commises par le comte dans la châtellenie de Montbonnot sur un sol commun. Guigues restitua les églises et leurs cimetières, dotations et dimes et rendit la liberté aux clercs de Grenoble et de Saint-Donat. Il affranchit de tout servage les familles des chanoines et donna en outre à l'église de Grenoble la condamine de Corbonne (rivière affluente à 9 km au Nord-Est de Grenoble). Les parties se donnèrent le baiser de paix. L'épouse du comte, Mathilde approuva, puis ses fils Guigues IV et Humbert, futur évêque du Puy avant 1125, puis archevêque de Vienne en 1146.
Après 1128, Guigues IV dauphin, son épouse et son frère Humbert, évêque du Puy, confirment la donation du comte Guigues à l'abbaye de Bonnevaux et le pré qu'il avait donné en Valloire. Est témoin sa mère Mathilde.
Le 30 janvier 1132, Guigues, comte dauphin, avec l'approbation de son père Guigues III, comte d'Albon, de la reine Mathilde, comtesse, et de son épouse Marguerite de Bourgogne, comtesse, sœur de Guillaume IV, comte de Mâcon, donne à la milice du Temple de Salomon à Jérusalem et aux chevaliers défenseurs de la chrétienté.
Le comte dꞌAlbon s'en prend ensuite à l'archevêque de Vienne, avec lequel il prévoit d'entrer en guerre, car il revendique les droits sur la ville de Vienne qu'ont les comtes de Bourgogne auxquels Guigues Dauphin est lié par sa femme Clémence Marguerite.
Il entre en conflit avec les moines de la ville de Romans : en 1133-1134, il prend la ville elle-même et incendie l'église. Les moines et habitants de Romans ne sont pas les seuls à affronter les soldats du comte : l'alliance d'antan avec les seigneurs de Clérieu n'est plus de mise. En même temps qu'il s'oppose aux moines de Romans, le comte d'Albon doit aussi se battre contre leur soutien, Silvion, seigneur de Clérieu.
Le 29 avril 1134 un désaccord entre Étienne archevêque de Vienne, et le dauphin Guigues, fils du comte Guigues III, s'étant envenimé, les citoyens de Vienne et leurs partisans furent l'objet d'attaques continues ; la ville de Romans fut livrée au pillage, des hommes tués, d'autres emmenés prisonniers. Le comte d'Albon, confirma les dons de son père et de ses ancêtres à leur église, approuva la clôture de la ville et promit que, s'il y avait guerre entre lui et l'archevêque de Vienne, il ne les inquiéterait nullement, à moins que le prélat ne se servît de leur ville pour guerroyer.
Suivent trois actes de la même année qui montrent la prise de conscience de hauts dignitaires du risque de conflit et ramènent rapidement la paix à Romans et à Vienne : Lettre de Hugues d'Amiens, archevêque de Rouen et légat du Siège apostolique, au clergé et au peuple de Romans. Leur église doit son origine à saint Barnard, archevêque de Vienne. Mais le comte Guigues, dauphin, s'est emparé violemment de leur ville et l'a cruellement dévastée. À cette annonce. le pape Innocent II l'a envoyé pour corriger ces excès. Arrivé là, il a convoqué Étienne, archevêque de Vienne, et les évêques Humbert du Puy, Eustache évêque de Valence, Hugues II évêque de Grenoble. Le comte dauphin s'est rendu à leur appel, s'est humilié et a promis satisfaction du sacrilège commis par lui, on l'a absous. Suivent dans les actes suivants du Regeste dauphinois l'intervention d'Amédée Ier de Genève, comte de Genève partant sur le chemin de Saint-Jacques-de-Compostelle avec le comte d'Albon, et de Bernard de Clairvaux, intercédant en faveur du jeune dauphin. Ces actes sont les premiers véritables témoignages d'allégeance au pouvoir clérical viennois des Guigonides.

### La lutte et le décès face àAmédéeIIIde Savoie
Les fiefs du comte d'Albon et du comte de Savoie s'enchevêtraient et aucune frontière ne pouvait être tracée. Certains fiefs du comte de Savoie Amédée III comme Rives, Voiron et Saint-Laurent-du-Pont étaient trop près de Grenoble pour ne pas être jugés sensibles par Guigues.
Il suffit qu'Amédée exerce quelques pressions sur les terres dauphinoises limitrophes du comté de Maurienne en 1140, notamment par le renforcement de la position stratégique de Montmélian — la cité et sa forteresse —,, pour que le comte d'Albon lève son ost et marche contre le comte Amédée III de Savoie, même si ce dernier était le beau-frère de Guigues, car il avait épousé sa sœur Mahaud. La position stratégique château de Montmélian au sein de la combe de Savoie, entre les marches dauphinoises et la cluse chambérienne, en aval des vallées intra-alpines de Maurienne et de Tarentaise et au-delà de l'Italie, en fait un enjeu dans les luttes entre les puissances émergentes dauphinoises et humbertiennes. Toutefois, lorsque Guigues IV d'Albon met le siège devant le château de Montmélian et est mortellement blessé lors d'une contre-attaque par le comte Amédée III de Savoie, en 1142, le lieu désigné de la bataille est Arbin, et non le château qui n'est pas mentionné.
Il décède à La Buissière. Il est inhumé dans les cloîtres de la Cathédrale de Grenoble.

## Famille
Selon la Vita Margaritæ Albonensis Comitissæ, Guigues d'Albon épouse Clémence-Marguerite de Bourgogne, fille d'Étienne, comte Palatin de Bourgogne, nièce du pape Calixte II, et ils ont trois enfants :
- Guigues V (1125-† 1162), comte d'Albon, qui prendra le surnom Dauphin de son père (qui devient titre de dauphin du Viennois) , ∞ Béatrice, fille de Guillaume V de Montferrat et Judith de Babenberg[23] ;
- Béatrice (Beatrix ou aussi Delphinam)[24], ∞ Guillaume Ier de Poitiers (mort après mai 1187), comte de Valentinois[25] ;
- Marquise († 1196), ∞ (vers 1150) à Guillaume VII d'Auvergne († 1169), comte d'Auvergne. Elle donne à son fils Robert IV le surnom de Dauphin en souvenir de son père, et ainsi commence la lignée des dauphin d'Auvergne[22].

Selon Georges de Manteyer, ce mariage avait été arrangé par Gui de Bourgogne, futur pape Calixte II, lors de son passage à Vienne, vers 1110. 
Selon Manteyer, il pourrait également être le père d'une fille :
- Marie, ∞ Guglielmo "Piscialoria" del Bosco († 1184), marquis del Bosco e Varazze en Italie ("consanguineum" de Calixte II et beau-frère de Boniface de Montferrat)[23]. Selon Manteyer, « exactement comme le faisait en Auvergne sa sœur Marquise », Marie avait donné à un de ses enfants le surnom de Dauphin[22] ou Delfino en souvenir de son père[26]. Cette filiation est absente de la Vita Margaritæ Albonensis Comitissæ, et reste à vérifier.